# Display de dezesseis segmentos
Um display de dezesseis segmentos é um tipo de display construído com 16 segmentos que podem ser ligados ou desligados para produzir um padrão gráfico visual. Ele é uma extensão dos mais comuns displays de sete segmentos, contendo mais quatro segmentos diagonais, dois verticais e os três segmentos horizontais partidos ao meio.

Números e letras do alfabeto em um display de 16 segmentos.
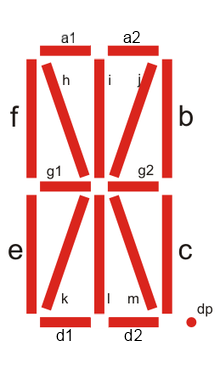
Os segmentos individuais de um display de dezesseis segmentos.

Existem variações como de quatorze segmentos o qual não tem os segmentos horizontais de cima e de baixo partidos, e também o de vinte e dois segmentos que torna possível exibir caracteres com descendentes.
Frequentemente um gerador de caracteres é utilizado para transcrever 7 bits de código de caracteres ASCII para os 16 bits que indicarão quais dos 16 segmentos devem ser ligados ou não.

## Uso
Displays de dezesseis segmentos foram originalmente desenvolvidos para exibir caracteres alfanuméricos (letras latinas e dígitos árabes). Posteriormente, eles foram usados para exibir números tailandeses e caracteres persas. Displays não eletrônicos usando este padrão existiram no começo de 1902.
Antes do surgimento do barato display dot-matrix, os displays de 16 e 14 segmentos eram uma das poucas opções disponíveis para gerar caracteres alfanuméricos em calculadoras e outros dispositivos.
Entretanto, eles são muitas vezes usados em gravadores de video cassete, aparelhos de carros, fornos de micro-ondas, telas de telefone sem fio, e telas de slot machine.
Estas telas podem ser baseadas em alguma das várias tecnologias de optoeletrônica, as três mais comuns sendo LED, LCD, e VFD. As feitas em LED normalmente são feitas em componentes de um ou dois caracteres, para serem combinadas conforme quantas linhas de texto exibir forem necessárias de um tamanho aceitável para o uso em questão; Elas também podem ser colocadas uma em cima da outra para construir displays de múltiplas linhas.
Assim como os displays de sete e de quatorze segmentos, um ponto decimal e ou vírgula podem estar prsentes como um segmento adicional, ou par de segmentos; a vírgula (usada para centenas ou como um separador decimal em muitos lugares) é normalmente formado pela combinação do ponto decimal com uma continuação do formato de uma vírgula.
Desta forma, um ponto ou vírgula podem ser exibidos entre os caracteres ao invés de ocupar uma posição inteira, como poderia ser o caso se utilizasse o segmento k para representar a vírgula ou o segmento l para representar um ponto.
Estas telas eram muito comuns em máquinas de pinball para mostrar a pontuação e outras informações, antes do amplo uso dos displays dot-matrix.

### Exemplos

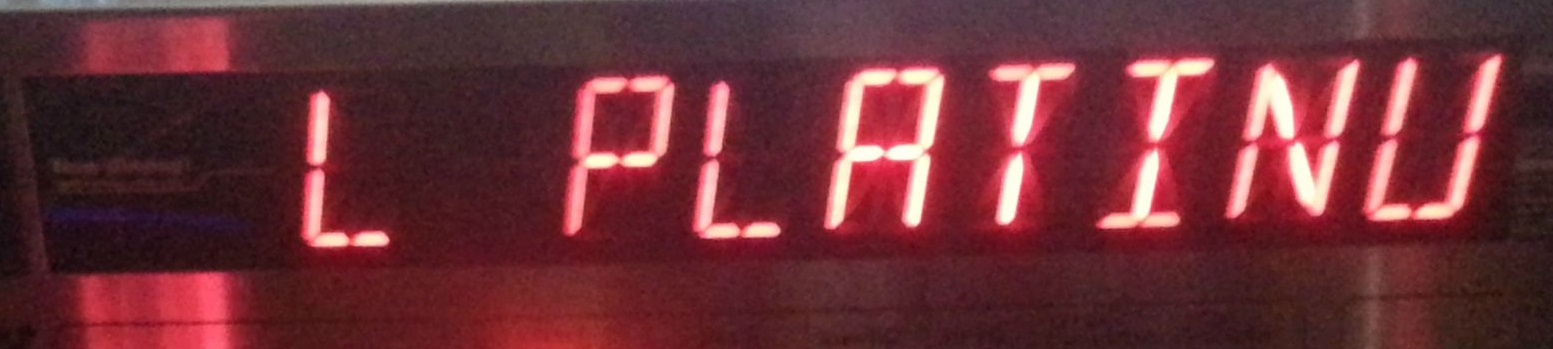
Um display de dezesseis segmentos em uma máquina arcade

## Ver também

Displays de 7, 9, 14, e 16 segmentos lado a lado.